# 타임마스터
《타임마스터》(영어: Timemaster)는 미국에서 제작된 제임스 글리컨하우스 감독의 1995년 SF 영화이다. 제시 캐머런글리컨하우스 등이 출연하였다.

## 출연
- 제시 캐머런글리컨하우스
- 팻 모리타
- 요안나 파추와
- 덩컨 레게어
- 마이클 돈
- 미셸 윌리엄스
- 스콧 컬럼비
- 젤다 루빈스타인
- 조지 필그림
- 닐스 앨런 스튜어트
- 린지 긴터

## 기타 제작진
- 라인 제작: 제럴드 W. 램버트
- 배역: 펀 오런스틴
- 의상: 다이아 와이몬트